# Claire Byrne
Claire Byrne (Mountrath, Laois, 11 de agosto de 1975) es una periodista y presentadora de televisión irlandesa. Desde 2015 presenta para la RTÉ el programa Claire Byrne Live.

## Biografía
Byrne es hija de Tom y Breda Byrne. Creció en la localidad de Brigidine Convent. Estudió Ciencias políticas, Sociología y Ciencias Sociales en el University College Dublin, sin embargo, no terminó sus estudios. Posteriormente, asistió al Rathmines College of Further Education, donde terminó periodismo.

## Carrera
Byrne comenzó su carrera de locutora radiofónica en East Coast Radio y trabajó más tarde en BBC Radio en Channel Islands, antes de convertirse en editora de noticias con Channel 103, en Jersey. Regresó a Irlanda poco después para realizar su primer trabajo en televisión como reportera en el incipiente Virgin Media One (TV3). Tras un año en TV3 pasó a trabajar como presentadora de noticias en el Channel 5 de la capital británica, y más tarde en ITV News. Fue atraída nuevamente a TV3 para presentar el programa de desayunos en el canal Ireland AM. En 2004, reemplazó a Gráinne Seoige como la presentadora principal de TV3 News, el noticiero de las 17:30.
Byrne se unió a la estación de radio independiente irlandesa Newstalk en 2006, mientras se enfrentaba en los tribunales a su antiguo empleador, el canal TV3. En 2010 pasó a la RTÉ donde presentaba junto a Daithí Ó Sé The Daily Show, hasta marzo de 2012.

## Vida personal
Byrne estuvo casada con el ejecutivo radiofónico Richard Johnson. Divorciada en 2006, desde 2013 es pareja del consultor de negocios Gerry Scollan. En 2016, Byrne se casó Scollan en una ceremonia celebrada en Dublín. Tiene tres hijos, Patrick nacido en 2013; Jane nacida en 2014 y Emma, nacida en 2017.
En enero de 2015, afirmó en una entrevista que debido a los compromisos financieros que ella no podía permitirse el lujo de ser una madre al uso.
El 23 de marzo de 2020, Byrne anunció que había dado positivo por COVID-19.